# Euriganía
En la mitología griega, Euriganía o Euriganea (Εὐρυγάνεια) era una reina tebana. Se dice que era hija de Hiperfante y hermana de Eurianasa. En otras fuentes se la describe como hermana de Yocasta, lo que la convertiría en la tía de Edipo. No obstante, el nombre de Euriganía también se baraja como la segunda esposa de Edipo, tras la muerte de Yocasta, y la verdadera madre de sus cuatro hijos: Polinices, Eteocles, Antígona e Ismene. De acuerdo con Pausanias, la declaración en Odisea XI 274: «tomóla de esposa tras haber dado muerte a su padre y los dioses lo hicieron a las gentes saber», es incompatible con la maternidad de Yocasta. El geógrafo cita la Edipodia como evidencia para el hecho de que Euriganía fue la verdadera madre de los hijos de Edipo. Por otro lado Ferécides atribuye dos hijos, Frástor y Laonito, al matrimonio de Edipo y Yocasta, pero añade que también está de acuerdo en que la madre de los cuatro hijos de Edipo era Euriganía. En Platea existe una pintura de Euriganía en la que aparece atribulada debido a la disputa que acontecía entre sus dos hijos Polinices y Eteocles. Tras la muerte de Euriganía, Edipo se casó con Astimedusa, que conspiró contra sus hijastros.